# Zhang Lirong
Zhang Lirong (China, 3 de marzo de 1973) fue una atleta china, especializada en la prueba de 3000 m en la que llegó a ser medallista de bronce mundial en 1993.

## Carrera deportiva
En el Mundial de Stuttgart 1993 ganó la medalla de bronce en los 3000 metros, con un tiempo de 8:31.95 segundos, quedando detrás de sus compatriotas las chinas Qu Yunxia y Zhang Linli.